# Asplenium cheilosorum
Asplenium cheilosorum là một loài thực vật có mạch trong họ Aspleniaceae. Loài này được Kunze ex Mett. miêu tả khoa học đầu tiên năm 1859.